# Río Monte Lindo

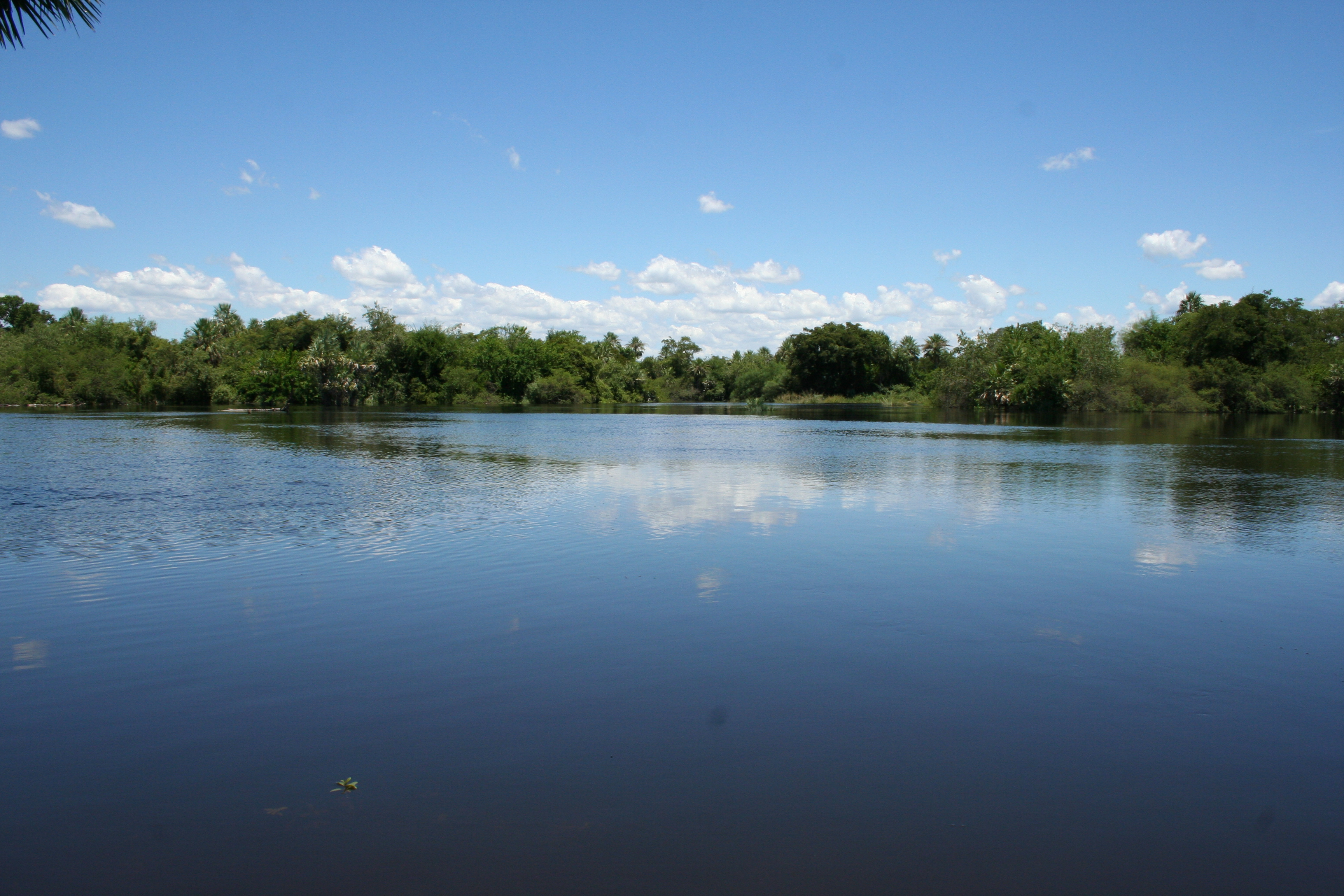
Fotografía del Río Montelindo en 2019

El río Monte Lindo o Montelindo define el límite entre los departamentos de Presidente Hayes y San Pedro, Paraguay. El río nace a partir del río Pilcomayo, y se extiende por 270 km, su cuenca abarca 5140 km².  El Monte Lindo aporta sus aguas a la cuenca del río Paraguay.
Por lo general posee un caudal reducido, aunque frente a precipitaciones puede crecer e inundar poblaciones en su vecindad. El contenido salino de sus aguas las tornan no potables.